# Margaret Atwood
Margaret Eleanor Atwood (Ottawa, 18 novembre 1939) è una poetessa, scrittrice, critica letteraria e ambientalista canadese.
Prolifica critica letteraria e attivista, è stata vincitrice del premio Arthur C. Clarke e del Premio Principe delle Asturie per la letteratura, e soprattutto due volte del prestigioso Booker Prize (finalista per cinque volte, vincitrice con L'assassino cieco nel 2000 e con I testamenti nel 2019); è stata inoltre sette volte finalista del Governor General's Award (Premio del Governatore Generale, un riconoscimento offerto dal Primo Ministro del Canada) vincendolo per due volte (con The Circle Game e Il racconto dell'ancella).
Atwood è una delle scrittrici viventi di narrativa e di fantascienza (o narrativa speculativa) più premiate. È conosciuta particolarmente per i suoi romanzi e le sue poesie, ma è anche nota per la sua notevole attività a favore del femminismo. Molte delle sue poesie sono ispirate a miti e fiabe, che costituiscono uno dei suoi particolari interessi fin dalla più tenera età. Ha inoltre pubblicato racconti nella rivista Playboy.
Le sue opere testimoniano una continua e profonda preoccupazione per la civiltà occidentale e per la politica, da lei considerate a un crescente stadio di degrado. Da La donna da mangiare a Tornare a galla fino a Il racconto dell'ancella, Vera spazzatura e altri racconti, L'ultimo degli uomini e il più recente L'anno del diluvio, la narrativa di Margaret Atwood si presenta in una veste tormentata e visionaria, non priva però di spiragli ottimistici.
La vasta cultura e l'ironia sono due componenti fondamentali della sua opera, accompagnate quali sono da sensibili cambiamenti di stile da opera a opera e continui rimandi sia a episodi della vita contemporanea, sia a scrittori di epoche precedenti.

## Biografia
Nata a Ottawa, Ontario, da Carl Edmund Atwood, un entomologo, e Margaret Dorothy Killiam, una ex dietologa e nutrizionista, Atwood è la seconda di tre figli.
A causa delle ricerche di suo padre la giovane scrittrice trascorse molti periodi dell'infanzia nelle grandi foreste del Québec. Non frequentò la scuola a tempo pieno, fino a quando ebbe 11 anni.
Divenne una vorace lettrice di raffinata letteratura già da bambina, con le fiabe delle fate dei fratelli Grimm, storie di origini canadesi, racconti e poesie. Ha frequentato la Leaside High School a Leaside, Toronto e ha conseguito la maturità nel 1957.
Atwood ha iniziato a scrivere a sei anni e si è perfezionata nel corso di dieci anni finché la scrittura non è divenuta la sua aspirazione.
Nel 1950 ha fatto notare di aver cominciato a occuparsi di temi come la liberazione della donna e il cambiamento dei ruoli sessuali prima che venissero ampiamente divulgati, a metà degli anni sessanta, dalla "seconda ondata" del movimento femminista.
Nel 1957 ha iniziato gli studi presso la Victoria University di Toronto. Si è laureata nel 1961 con una laurea nelle arti e nella lingua inglese (con lode) e anche in filosofia e francese. Nell'autunno del 1961, dopo aver già vinto alcune medaglie per la pubblicazione delle sue prime poesie, ha iniziato gli studi presso l'Harvard's Radcliffe College. Ha ottenuto un master nel 1962 e ha proseguito gli studi per due anni senza però completarli con una tesi su "Il romanzo metafisico inglese" nel 1967.

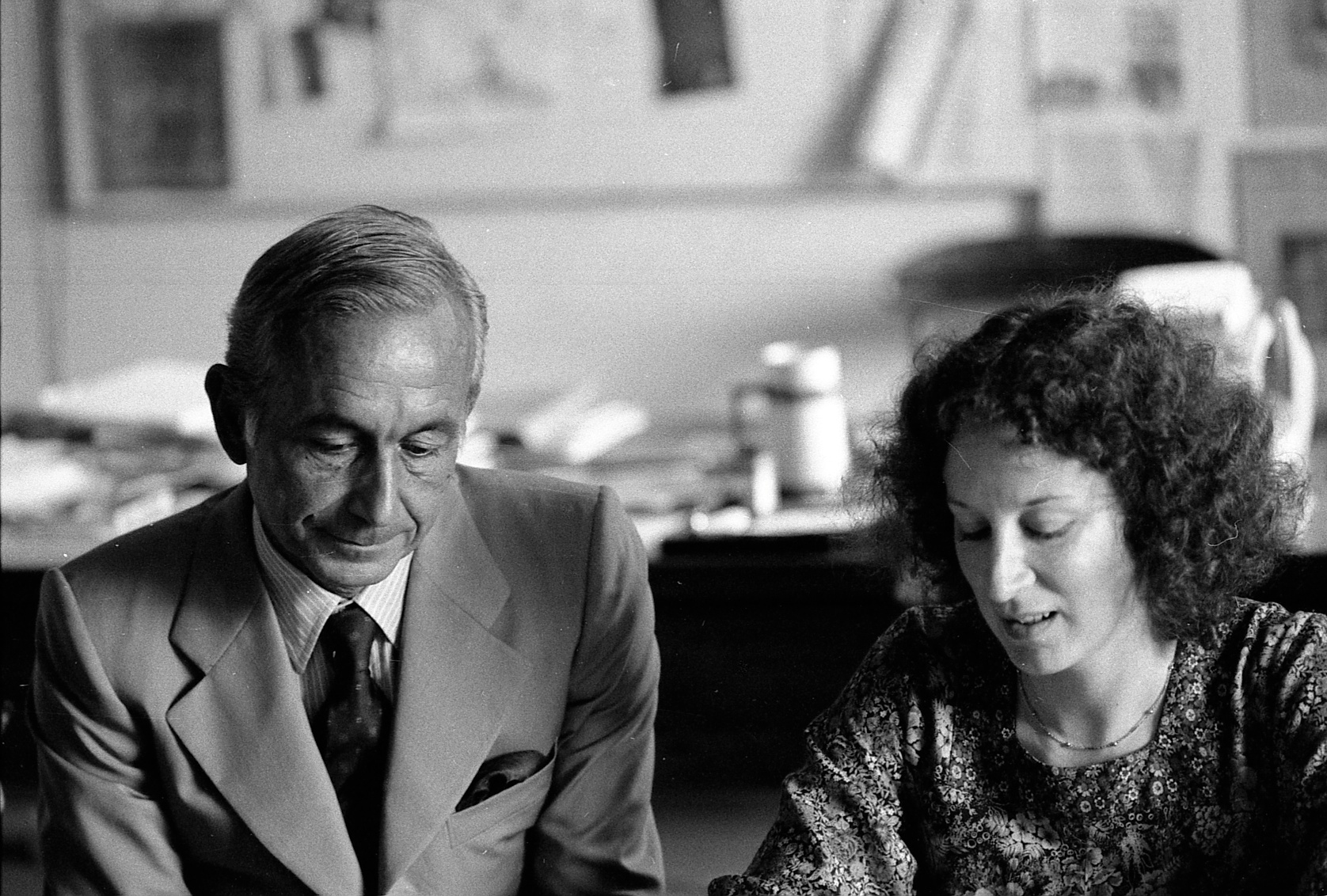
Margaret Atwood con il suo primo editore italiano, Mario Monti (Longanesi & C.) a Milano, 1976

Nel 1968, ha sposato Jim Polk, dal quale ha divorziato nel 1973. Nel 1976 ha avuto una figlia, Eleanor Atwood Jess Gibson, dal suo compagno, il romanziere Graeme Gibson.
È tornata a Toronto nel 1980. Divide il suo tempo tra Toronto e Pelee Island, Ontario. Sia Atwood che Gibson sono membri del Partito Verde del Canada e forti sostenitori del leader Elizabeth May, che Atwood ha definito intrepida, onesta, affidabile e forte. Atwood ha anche forti opinioni sulle questioni ambientali.
È anche l'inventrice del dispositivo LongPen e delle tecnologie associate che facilitano la scrittura robotica remota dei documenti.
Il 2 ottobre 2021 ha ricevuto ad Alba il Premio Speciale Lattes Grinzane.

## Opere

### Romanzi
- 1969 - The Edible Woman, nuova trad. di Guido Calza, La donna da mangiare, Milano, Ponte alle Grazie, 2020, ISBN 88-33-31-490-1.
- 1972 - Surfacing, trad. di Fausta Libardi, Tornare a galla, Milano Serra & Riva, 1988; Milano, Baldini & Castoldi, 2000.
- 1976 - Lady Oracle, trad. Fausta Alberta Libardi, Lady Oracolo, Collana Astrea, Firenze, Giunti, 1986.
- 1979 - Life Before Man, trad. di Raffaella Belletti, La vita prima dell'uomo, Milano, Salani, 2022, ISBN 978-88-792-8618-3.
- 1981 - Bodily Harm, trad. di Guido Calza, Lesioni personali, Milano, Ponte alle Grazie, 2021, ISBN 88-33-315-03-7.
- 1985 - The Handmaid's Tale, trad. Camillo Pennati, Il racconto dell'ancella, Milano, Mondadori, 1988.
- 1988 - Cat's Eye, trad. Marco Papi, Occhio di gatto, Milano, Mondadori, 1990, ISBN 88-04-33-526-2.
- 1993 - The Robber Bride, trad. Margherita Giacobino, La donna che rubava i mariti, Milano, Baldini & Castoldi, 1998, ISBN 978-88-808-9498-8; Collana Scrittori, Milano, Ponte alle Grazie, 2023, ISBN 978-88-683-3884-8.
- 1996 - Alias Grace, trad. Margherita Giacobino, L'altra Grace, Milano, Baldini & Castoldi, 1997, ISBN 88-84-90-332-7.
- 2000 - The Blind Assassin, trad. Raffaella Belletti, L'assassino cieco, Milano, Ponte alle Grazie, 2001, ISBN 88-79-28-536-X.
- 2005 - The Penelopiad, trad Margherita Crepax, Il canto di Penelope, Collana i miti, Milano, Rizzoli, 2005, ISBN 88-17-00-791-9.
- 2015 - The Heart Goes Last, trad. Elisa Banfi, Per ultimo il cuore, Collana Scrittori, Milano, Ponte alle Grazie, 2016, ISBN 978-88-683-3478-9.
- 2016 - Hag-Seed, trad. Laura Pignatti, Seme di strega, Collana Scala stranieri, Milano, Rizzoli, 2017, ISBN 978-88-170-9572-3.
- 2019 - The Testaments, trad. Guido Calza, I testamenti, Milano, Ponte alle Grazie, 2019, ISBN 88-33-312-41-0. [seguito de Il racconto dell'Ancella]

#### Serie dei romanzi dellaMaddAddam Trilogy
- L'ultimo degli uomini (Oryx And Crake, 2003), trad. Raffaella Belletti, Milano, Ponte alle Grazie, 2003.
- L'anno del diluvio (The Year of the Flood, 2009), trad. Guido Calza, Collana Romanzi, Milano, Ponte alle Grazie, 2010, ISBN 978-88-622-0127-8.
- L'altro inizio (MaddAdam, 2013), trad. Francesco Bruno, Milano, Ponte alle Grazie, 2014.

#### Romanzi scritti in collaborazione
- Quattordici giorni, a cura di M. Atwood e Douglas Preston, collana Scrittori, traduzione di Guido Calza, Milano, Ponte alle Grazie, 2024, ISBN 978-88-333-1852-3.

### Raccolte di racconti
- Dancing Girls: And Other Stories, 1977
  - Fantasie di stupro e altri racconti, trad. di Monica Nucera Mantelli, a cura di Oriana Palusci, Collana Narrativa n.37, Milano, La Tartaruga, 1991, ISBN 978-88-773-8076-0; Collana I Nani n.144, Milano, Baldini & Castoldi, 2000, ISBN 88-80-898-18-3.
  - Fantasie di stupro e altri racconti, trad. di Gaja Cenciarelli, Collana Racconti, Roma, Racconti Edizioni, 2018, ISBN 978-88-997-6719-8.
- Murder in the Dark (1983)
- Bluebeard's Egg, 1983
  - Le uova di Barbablù, trad. di Francesca Avanzini, Collana Narrativa, Milano, La Tartaruga, 1995, ISBN 978-88-773-8175-0; Collana I Nani, Milano, Baldini & Castoldi, 1999, ISBN 978-88-808-9719-4.
  - L'uovo di Barbablù, trad. di Gaja Cenciarelli, Roma, Racconti Edizioni, 2020, ISBN 978-88-997-6750-1.
- Wilderness Tips, 1991
  - Vera spazzatura e altri racconti, trad. di Francesca Avanzini, Milano, La Tartaruga, 1997.
  -  Consigli per sopravvivere in natura, traduzione di Gaja Cenciarelli, Collana Racconti, Roma, Racconti edizioni, 2022, ISBN 978-88-997-6791-4.
- Good Bones (1992)
- Good Bones and Simple Murders (1994)
- The Labrador Fiasco (1996)
- Microfiction. 35 storie minime (The Tent, 2006), trad. di Raffaella Belletti, Milano, Ponte alle Grazie, 2006, ISBN 978-88-792-8806-4.
- Disordine morale (Moral Disorder, 2006), trad. di Raffaella Belletti, Milano, Ponte alle Grazie, 2007, ISBN 978-88-792-8899-6.
- Il letto di pietra (Stone Mattress: Nine Wicked Stories, 2014), traduzione di Federica Aceto e Chiara Manfrinato, Collana Racconti, Roma, Racconti Edizioni, 2023, ISBN 978-88-997-6776-1.
- Vecchi bambini perduti nel bosco (Old Babes in the Wood, 2023), traduzione di Guido Calza, Collana Scrittori, Milano, Ponte alle Grazie, 2023, ISBN 978-88-683-3944-9.

### Saggistica
- Survival: A Thematic Guide to Canadian Literature (1972)
- Days of the Rebels 1815-1840 (1977)
- Second Words: Selected Critical Prose (1982)
- Strange Things: The Malevolent North in Canadian Literature (1995)
- Negoziando con le ombre. Sullo scrivere e sulla scrittura (Negotiating with the Dead: A Writer on Writing, 2002), trad. di Massimo Birattari e Riccardo Cravero, Collana Saggi, Milano, Ponte alle Grazie, 2002-2025, ISBN 978-88-792-8555-1, ISBN 979-12-558-2145-8.
- Moving Targets: Writing with Intent, 1982-2004 (2004)
- Writing with Intent: Essays, Reviews, Personal Prose 1983-2005 (2005)
- Dare e avere. Il debito e il lato oscuro della ricchezza (Payback: Debt and the Shadow Side of Wealth, 2008), trad. di Massenzio Taborelli e Valeria Bastia, Milano, Ponte alle Grazie, Milano 2009, ISBN 978-88-622-0036-3.
- In Other Worlds: SF and the Human Imagination (2011)
- On Writers and Writing (2015)
- Questioni scottanti. Riflessioni sui tempi che corrono (Burning Questions: Essays & Occasional Pieces 2004 to 2021, 2022), trad. di Guido Calza, Milano, Ponte alle Grazie, 2022, ISBN 978-88-333-1830-1.
- Book of Lives: A Memoir of Sorts (2025)

### Raccolte poetiche
- Double Persephone (1961)
- The Circle Game (1964)
- Expeditions (1965)
- Speeches for Doctor Frankenstein (1966)
- The Animals in That Country (1968)
- I diari di Susanna Moodie (The Journals of Susanna Moodie, 1970), a cura di Biancamaria Rizzardi, con sei collages dell'Autrice, Collezione La Colchide n.2, Abano Terme, Piovan Editore, 1985.
- Procedures for Underground (1970)
- Esercizi di potere (Power Politics, 1971), trad. di Silvia Bre, Collana Poeti, Milano, Nottetempo, 2020, ISBN 978-88-745-2842-4.
- You Are Happy (1974)
- Selected Poems (1976)
- Two-Headed Poems (1978)
- True Stories (1981)
- Love Songs of a Terminator (1983)
- Interlunare (Interlunar, 1984), trad. di Marilena Fonti, Centro Culturale l'Ortica, 2014.
- Selected Poems 1966–1984 (Canada)
- Selected Poems II: 1976–1986 (USA)
- Half-Hanged Mary (1995)
- Mattino nella casa bruciata (Morning in the Burned House, 1995), trad. e cura di Andrea Sirotti e Giorgia Sensi, Collana Il Nuovo Melograno n.68, Firenze, Le Lettere, 2007, ISBN 978-88-608-7000-1.
- Eating Fire: Selected Poems, 1965-1995 (1998)
- La porta (The Door, 2007), trad. di Giuseppina Botta ed Eleonora Rao, Collana Il Nuovo Melograno n.77, Firenze, Le Lettere, 2011, ISBN 978-88-608-7261-6.
- Moltissimo (Dearly, 2020), trad. e cura di Renata Morresi, Collana Poesia, Milano, Ponte alle Grazie, 2021, ISBN 978-88-333-1703-8.
- Paper Boat: New and Selected Poems: 1961–2023 (2024)

#### Antologie poetiche apparse in Italia
- Giochi di specchi. Tricks with Mirrors, traduzione di L. Forconi, C. Ricciardi e F. Valente, a cura di B. Gorjup e F. Valente, illustrazione di L. Ontani, Ravenna, Collana Poesia, Angelo Longo Editore, 2000, ISBN 978-88-806-3260-3.
- Brevi scene di lupi. Poesie scelte (1966-2020), a cura di Renata Morresi, Collana Poesia, Milano, Ponte alle Grazie, 2020, ISBN 978-88-333-1498-3.

### Letteratura per bambini
- Quassù sull'albero (Up in the Tree, 1978), traduzione di D. Martino, edizione illustrata, Collana Picture Books, EDT-Giralangolo, 2011, ISBN 978-88-604-0727-6.
- Anna's Pet (1980), con Joyce C. Barkhouse
- For the Birds (1990), con Shelly Tanaka
- La principessa Prunella (Princess Prunella and the Purple Peanut, 1995), trad. Mattia Diletti, Milano, Mondadori, 1998.
- Il rude Ramiro e i ravanelli ringhiosi (Rude Ramsay and the Roaring Radishes, 2003) in Il rude Ramiro e altre storie, Milano, Mondadori, 2004.
- Il bizzarro Bob e la derelitta Dorinda (Bashful Bob and Doleful Dorinda, 2006) in Il rude Ramiro e altre storie, Milano, Mondadori, 2004.
- Wandering Wenda and Widow Wallop's Wunderground Washery (2011) [ha ispirato la serie di cartoni animati Wandering Wenda, del 2016]
- Tric Trac Trio (A Trio of Tolerable Tales, 2017), traduzione di Ilva Tron e Dida Paggi, illustrazioni di Dusan Petricic, Fuori collana, Milano, Salani, 2021, ISBN 978-88-310-0569-2.

### Adattamenti: Cinema e TV
- Nel 1981 il romanzo Surfacing fu adattato nell'omonimo film, diretto da Claude Jutra.[2].
- Il racconto dell'ancella, regia di Volker Schlöndorff (The Handmaid's Tale, 1990).
- L'altra Grace (Alias Grace), miniserie televisiva del 2017 diretta da Mary Harron, tratta dall'omonimo romanzo.
- The Handmaid's Tale è la serie televisiva del 2017 tratta dal romanzo Il racconto dell'ancella.